# Hirnyk (Donetsk)
Hirnyk (em ucraniano:  Гірник; em russo:  Горняк) é uma cidade da Ucrânia, situada no Oblast de Donetsk. Tem 5,1 km² de área e sua população em 2020 foi estimada em 10.725 habitantes.